# Tes
För andra betydelser, se Tes (olika betydelser).
Tes, från latinets thesis, av grekiska ϑέσις (ställande, sättande, läggande), är ett påstående eller en åsikt som kan försvaras, bevisas eller vederläggas. Tesen bygger på argumentationens premisser.

## Användning
Inom argumentationen är tesen den teori en person håller och försvarar med hjälp av olika argument. Man använder ofta en eller flera teser i en debattartikel. Ett påstående som inte är falsifierbart (går att motbevisa) eller är axiomatiskt (självklarhet) betraktas vanligen inte som teser. Inte heller påståenden som är vaga eller misslyckas med att framkalla intresse hos en läsare brukar anses vara goda teser.

### Andra användningar

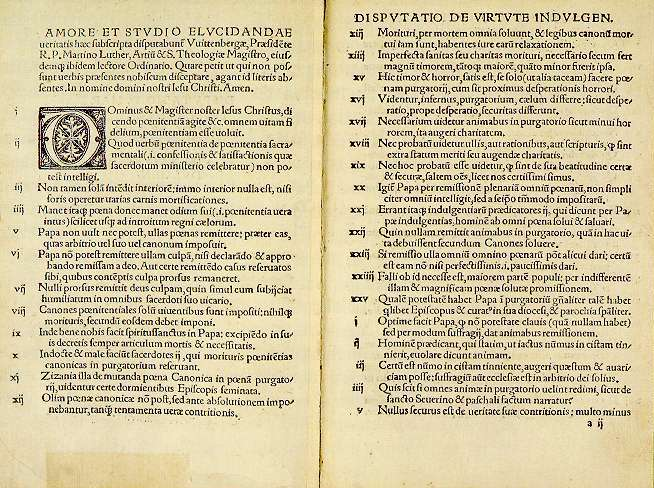
Del av Martin Luthers 95 teser.

1517 skickade munken Martin Luther (1483-1546) en lista på 95 teser till ärkebiskopen Albrekt av Magdeburg och Mainz. Dessa teser var påståenden som innehöll kritik mot den katolska kyrkan. Från den tidpunkten brukar reformationen anses ha börjat, något som gav upphov till protestantismen.
Enligt Friedrich Hegel (1770-1831) kunde historieutvecklingen beskrivas som en samling teser. I och med att en tes uppstod, uppstod i samma stund dess motsats, en antites. Resultatet av tesen och antitesen kallas syntesen och är det som driver utvecklingen framåt. Till exempel framkallade tesen kapitalismen andra samhällsformer, kognitionspsykologin den socialkonstruktivistiska forskningen och en lag en annan. Ett annat sätt att formulera det är att tesen representerar "det accepterade läget gäller tills samstämmigheten blir för mycket och motkrafter börjar bildas", antitesen syftar på när "det rakt motsatta vill göra sig gällande", och syntes är när "[d]et nya införlivas med det gamla och harmoni gäller åter". Den här teorin om historieutvecklingen kallas ofta dialektik.